# Кундыш (река)
Кундыш — река в России, протекает в Кичменгско-Городецком районе Вологодской области. Устье реки находится в 4 км по правому берегу реки Майманга. Длина реки составляет 20 км.
Исток реки находится на Северных Увалах в южной части болота Чистое в 26 км к северо-западу от села Кичменгский Городок. Генеральное направление течения — юг. Всё течение проходит по ненаселённому холмистому лесному массиву. Приток — Чащовка (левый). Впадает в Маймангу восточнее деревни Холка.

## Данные водного реестра
По данным государственного водного реестра России и геоинформационной системы водохозяйственного районирования территории РФ, подготовленной Федеральным агентством водных ресурсов:
- Бассейновый округ — Двинско-Печорский;
- Речной бассейн — Северная Двина;
- Речной подбассейн — Малая Северная Двина;
- Водохозяйственный участок — Юг;
- Код водного объекта — 03020100212103000010880.